# Helgoland (Groschkenkampe)
Koordinaten: 54° 17′ 6,4″ N, 19° 7′ 5″ O
Als Helgoland (vor 1900 Groschkenkrug) wurde das westliche Höft (Landspitze) der Groschenkampe und seit 1900 ein Gasthaus und Wohnplatz im Weichsel-Nogat-Delta bezeichnet. Der Ort gehört heute zu Rybina (Fischerbabke) in der Landgemeinde Stegna in Polen.

## Geographie

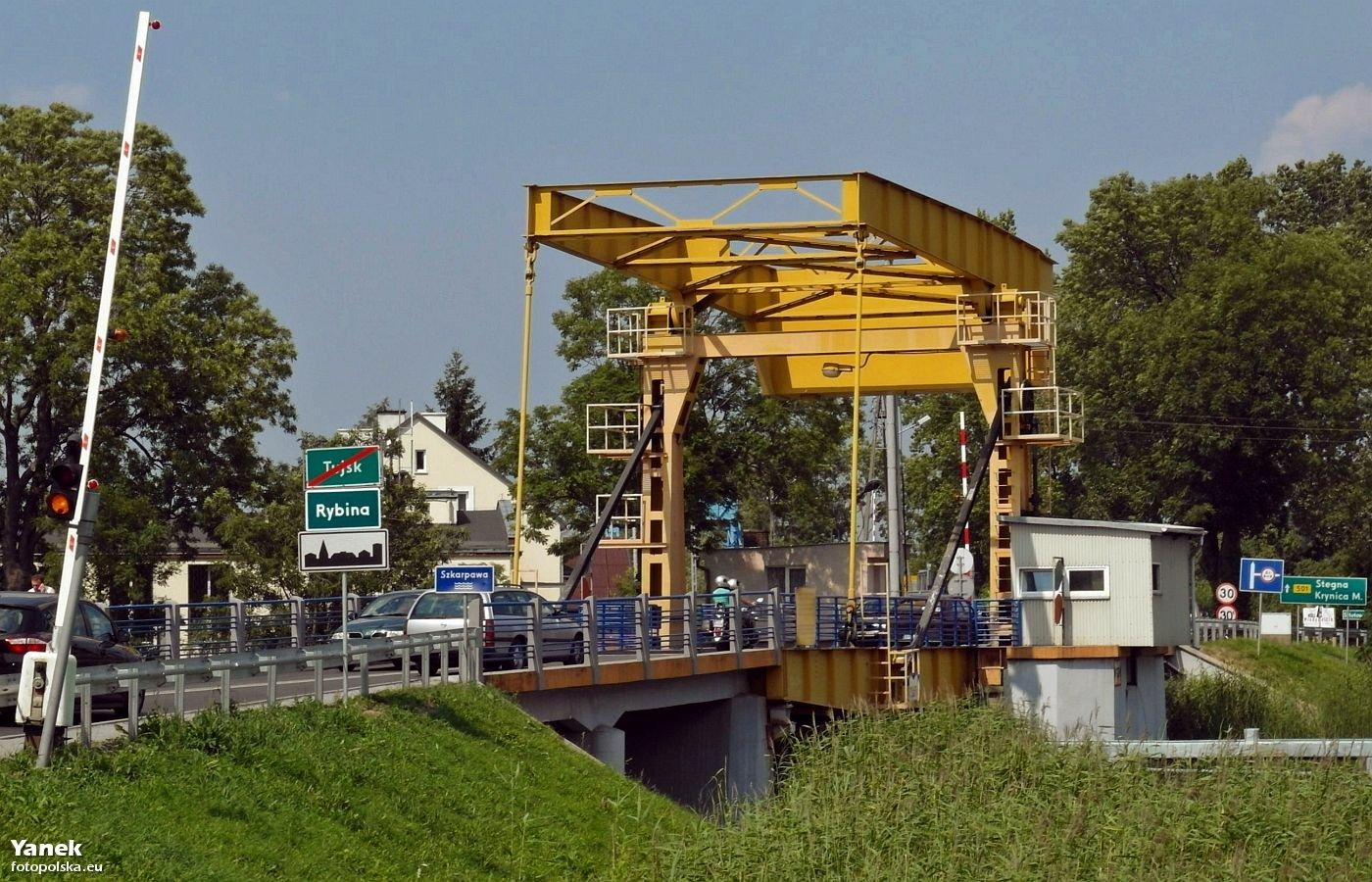
Das Gebiet hinter der Brücke wurde 1910–1945 als Helgoland bezeichnet

An dieser Landspitze teilte sich der ehemalige Hauptstrom der (Elbinger) Weichsel in den südlichen Arm Szkarpawa (Elbinger Weichsel) und den nördlichen Arm Wisła Królewiecka (Königsberger Weichsel), die beide in das Frische Haff münden. Als in den Jahren 1889 bis 1895 der Weichseldurchstich (Przekop Wisły) in die Ostsee angelegt wurde, trennte man die Elbinger Weichsel durch eine Schleusenanlage von der neu entstandenen Stromweichsel ab.

## Geschichte
Der Krug auf dem Mittelwerder (zwischen Steegener Werder und dem Großen Marienburger Werder) wurde um 1420 durch den Fischmeister Engelhard Kassau (1419–1422) des Deutschen Ordens an Heinrich Ritter verliehen. Der Fischmeister Michel Tossenfelder erneuerte 1438 im „Rotenhuß“ im Auftrage des Hochmeisters Paul von Rusdorf den Vertrag. Ritter erhielt den „Kretzem“ (Krug) erblich und ewiglich zu kulmischen Recht nebst drei Morgen Wiese an „der alten Babke“ mit dem Recht freier Viehweide und freien Holzes aus dem Scharpauschen Walde zur „Notdurft“ und zur Unterhaltung des Hauptes am Kretzem. Ritter hatte jährlich einen Zins von vier Mark preußisch zu zahlen.
Das Gebiet kam 1454 mit Königlich Preußen vom Deutschordensstaat an das Königreich Polen und über König Kasimir IV. an die Stadt Danzig. Mit der zweiten Polnischen Teilung wurde es 1793 von Preußen annektiert. Von 1807 bis 1814 gehörte es zur Republik Danzig und von 1920 bis 1939 zur Freien Stadt Danzig. In der Folge des Zweiten Weltkriegs kam es an Polen und wurde von der Landgemeinde Sztutowo (Stutthof) an die Landgemeinde Stegna (Steegen) übertragen.
In den 1580er Jahren wurde der Krug urkundlich als Groschkenkrug erwähnt. Greger Ebeler alias Sachse hatte eine der Erbinnen geheiratet und er konnte 1596 dem Danziger Rat das Ordensprivileg von 1438 vorweisen. Zu dieser Zeit erhielten die (Fischer)Babker Kinder im Krug Unterricht. Über Sachses Witwe kam der Krug nach 1607 an Michel Hundert und später an ihren Sohn erster Ehe Gregor Ebeler. Danzig erneuerte 1609 die Handfeste über Groschkenkrug und „Mittelkampe“. Michel Hundert erhielt „Krug und eine Hufe Land nach kulmischem Recht, frei von Scharwerk gegen vier Mark jährlichen Zins“. Für 70 Mark jährlichen Zins erhielt er mietweise weiteres Land sowie freies Holz. Ebelers Witwe heiratete (vor) 1638 Georg Eggert und 1654 Gert Gertsen. Über dessen zweite Ehefrau und Witwe kam der Krug 1690 an ihren nächsten Ehemann Marten Dirksen („Kettenehe“). Von Dirksen wurde er 1692 an den Waldreuter der Nehrung und Scharpau, Peter Stargard verkauft.
Beim Vertrag von 1692 wird erstmals die zum Krug gehörende Fährgerechtigkeit über die Weichsel genannt. Sie wurde 1698 durch den Danziger Rat „auf ewig“ verliehen und alle drei bis sechs Jahre erneuert. Im Jahr 1762 setzte die Stadt die Gebühren des Fährmanns fest. Erst 1854 wurde das Obereigentum der Stadt Danzig durch einen Auseinandersetzungsvertrag abgelöst.
Über weitere Verkäufe und Erbschaften kam der Groschkenkrug 1738 an Hans Lucht und 1759 an dessen Schwiegersohn Gergen Gertzen. Bis 1910 blieb er in Besitz der Familie Gertzen, die sich zuletzt Goertz nannte. Das Gebäude brannte im Juli 1800 „völlig“ ab. Nach einem weiteren Brand 1899 wurde der Krug als „Gasthaus Helgoland“ neu erbaut. (Die Insel Helgoland kam 1890 durch einen Vertrag mit dem Vereinigten Königreich an Preußen.)
Die Landspitze zwischen den beiden Fähren ist auf Messtischblättern als „Helgoland“ eingetragen.  Die Reichsstraße 129 zwischen Steegen und Tiegenhof führte seit den 1930er Jahren über zwei Klappbrücken, die die Fähren ersetzten.

## Gegenwart und Verkehr

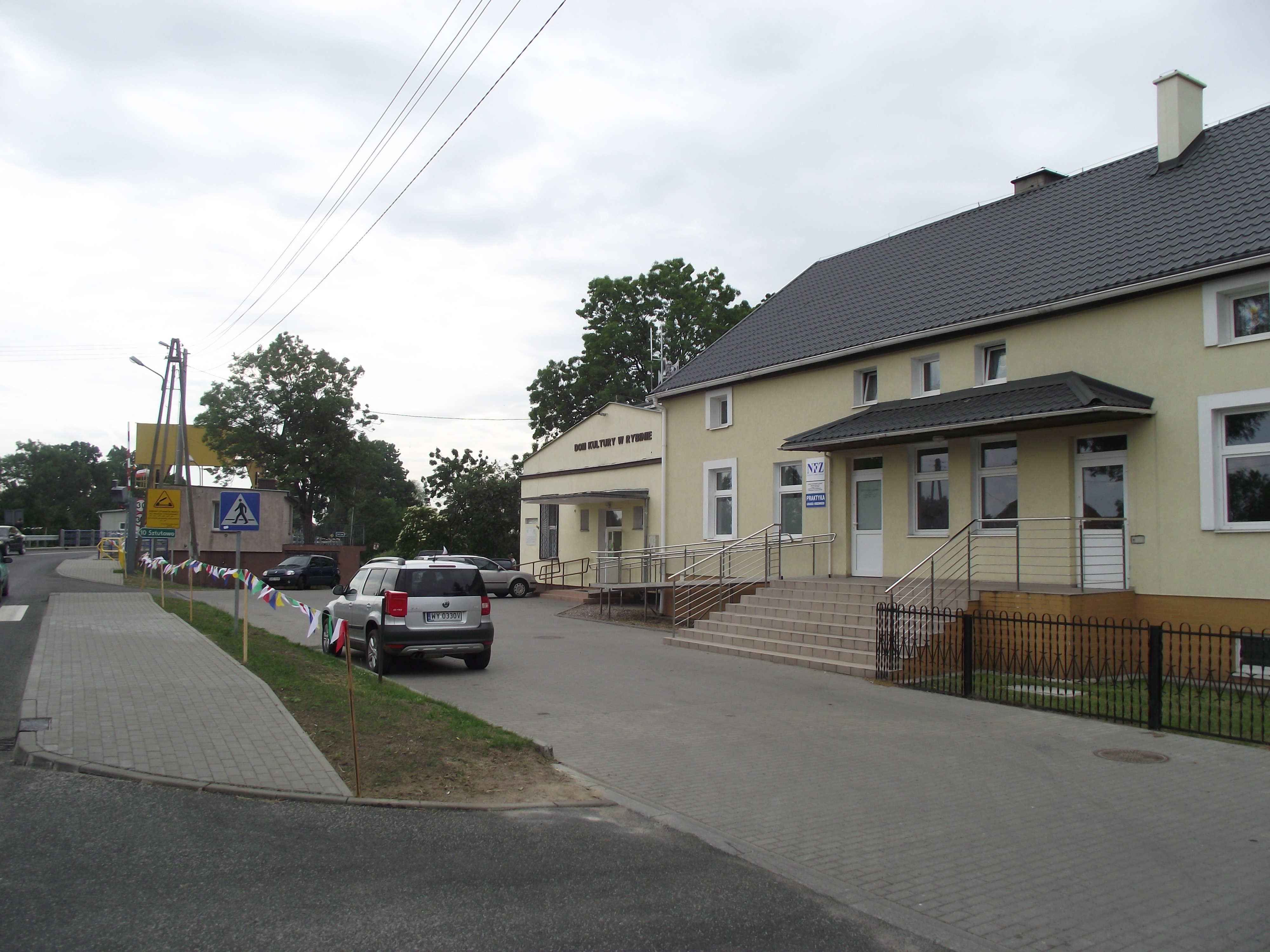
Das ehemalige „Gasthaus Helgoland“ (2012), mit Dom Kultury (links)

Das ehemalige „Gasthaus Helgoland“ dient heute Zwecken der Gemeinde, angebaut sind das Kulturzentrum (Dom Kultury) und die Gemeindebibliothek von Rybina, dahinter liegt der ehemalige Garten des „Saal- und Gartenetablissements“. Über die Landspitze führt die Woiwodschaftsstraße DW502. Der Anlieger wurde vergrößert und dient Booten, die auf das Öffnen der Klappbrücke über die Szkarpawa warten.